# Michel Villey
 (novembre 2008).
Si vous disposez d'ouvrages ou d'articles de référence ou si vous connaissez des sites web de qualité traitant du thème abordé ici, merci de compléter l'article en donnant les références utiles à sa vérifiabilité et en les liant à la section « Notes et références ».
Pour les autres membres de la famille, voir famille Villey.
Michel Villey, né le 4 avril 1914 à Caen, mort le 24 juillet 1988, est un philosophe français et historien du droit, professeur de droit à l'université de Strasbourg puis à la faculté de droit de l'université de Paris. Son nom est donné à l'Institut Michel-Villey.

## Biographie
Fils de l'universitaire Pierre Villey (spécialiste de la littérature du XVIe siècle, éditeur des Essais de Montaigne), Michel Villey était docteur en droit (1942) et agrégé de droit. Il enseigna à l'Université de Strasbourg, avant d'être nommé à la Faculté de Droit de l'Université de Paris en 1961 — future Université Paris-II. Il y créa le Centre de philosophie du droit (avec Henri Batiffol), ainsi que la revue Archives de philosophie du droit. Son talent de pédagogue, ses qualités d'historien du droit et de romaniste, lui ont permis de faire renaître en France la philosophie du droit, et d'exercer une large influence sur la pensée juridique française. Attentif au fonctionnement concret du droit, il ne ménageait pas ses critiques aux diverses formes de « la pensée juridique moderne », et puisait notamment son inspiration dans l'œuvre d'Aristote et celle de saint Thomas d'Aquin. Professeur apprécié pour ses qualités humaines, sa bonhomie, son dévouement à l'université, il n'a cessé de dialoguer avec les philosophes du droit de son temps, notamment Chaïm Perelman, Georges Kalinowski et Jean-Louis Gardies.
Son travail a été couronné par l'Université de Genève dont il a été fait docteur honoris causa.
Le 1er janvier 1998, le professeur Stéphane Rials a créé l’institut Michel-Villey pour la culture juridique et la philosophie du droit, situé devant la face sud du Panthéon de Paris.

## La pensée de Michel Villey

### Redécouvrir le droit
L'enjeu central de l'œuvre de Michel Villey est la redécouverte de la notion authentique de droit, que Villey appréhende à partir de la fonction du juge, qui est de « dire le droit ». Le droit s'occupe donc essentiellement d'effectuer des partages justes : il a pour objet d'attribuer des biens, des statuts, des fonctions, des charges, etc., c'est-à-dire d'énoncer à qui appartient ou revient telle ou telle chose. En cela, le travail du droit est essentiellement distinct du travail législatif, qui consiste à édicter des normes.
Villey étaye cette thèse philosophique sur la nature du droit en se faisant historien. La notion de droit qu'il défend est celle qui a été théorisée par Aristote dans l'Éthique à Nicomaque (livre V), où sont distinguées deux notions de justice :
- Une justice générale, « somme de toutes les vertus », qui caractérise le bon citoyen en général : courageux, honnête, véridique, etc.
- Une justice particulière, vertu à part entière, qui consiste à attribuer à chacun sa part.

C'est la justice particulière qui correspond au droit proprement dit. La justice générale, elle, se confond avec la morale, et elle est aussi, aux dires d'Aristote, ce qui est visé par une bonne législation.
Pour Villey, la notion aristotélicienne du droit a été pleinement recueillie dans le droit romain. La grande thèse historique de Villey est que, à l'ère chrétienne, la théologie a presque totalement absorbé le droit, en ramenant celui-ci dans la morale. Au « juste » aristotélicien, entendu comme partage, comme attribution, il oppose la « loi », au sens de la torah biblique, qui définit des règles de conduite. Le théologien qui a le plus influencé cette absorption du droit dans la loi est saint Augustin. Au seuil de l'époque moderne, il devait revenir à Suárez de transmettre cette conception à la modernité. Thomas d'Aquin, en revanche, avait parfaitement maintenu la distinction : dans la Somme théologique, lorsqu'il traite de la loi, il n'expose pas une théorie du droit mais, dit Villey, « toute l'économie du salut, la manière dont Dieu dirige la "conduite" des hommes dans l'histoire, vers leurs fins dernières » (Critique de la pensée juridique moderne, p. 25). En revanche, l'esprit d'Aristote et du droit romain anime les questions consacrées au droit, au seuil du traité sur la justice (IIa-IIae, question 57).
Par un paradoxe qui n'est qu'apparent, c'est l'héritage théologique de la pensée de la loi qui a exercé la plus profonde influence sur les penseurs modernes du droit, de Hobbes et Kant à Kelsen.

### Le droit naturel
Michel Villey est surtout connu comme un défenseur du droit naturel classique. Sa pensée sur ce point est souvent mal comprise. Pour de nombreux théoriciens du droit, notamment ceux qui sont marqués par le positivisme juridique, la notion même de droit naturel est une aberration : l'idée d'un droit naturel serait celle d'un ensemble de normes imposées par la nature. Or une norme ne s'impose qu'en vertu d'un impératif édicté par une autorité — selon la maxime de Kelsen « pas d'impératif sans imperator » (cf. Théorie générale des normes). Cette objection, cependant, ne peut atteindre la conception du droit naturel défendue par Villey. Elle ne porte sur le droit naturel que si l'on confond celui-ci avec ce qui, dans la tradition théologique, est appelé la loi naturelle. Or c'est une erreur, selon Villey, de considérer le droit naturel comme consistant en des normes. S'appuyant sur l'analyse présentée par Aristote dans le livre V de l'Éthique à Nicomaque, Villey distingue le droit naturel du droit positif par le fait que le premier ne dépend pas d'une norme ou d'une convention, mais résulte au contraire d'un certain état des choses. Ce point devient plus clair si l'on revient au texte d'Aristote, qui parle du dikaion: le juste (en grec). Le dikaion phusikon, qu'on traduit par « droit naturel », signifie simplement ce qui est juste (naturellement), par opposition à ce qui est juste en vertu d'un nomos (dikaion nomikon). C'est donc une erreur de lire l'idée de norme, de règle (nomos) dans le terme de dikaion : il n'y a de nomos que là où il y a convention, décision humaine, opinion. Tenir pour l'existence d'un « droit naturel » revient donc à soutenir ceci : il y a des choses justes qui ne sont pas telles par convention, en vertu d'une norme, mais qui le sont du fait d'une certaine situation.
Aristote donne cet exemple de « juste (droit) positif » : le fait qu'il faille payer telle rançon pour un prisonnier. Le montant de la rançon est fixé par une convention; il peut varier d'une cité à l'autre, d'un peuple à l'autre. C'est une norme — une convention, un nomos, d'origine législative ou coutumière — qui fixe le montant à payer. Cette norme fait que telle rançon est « le juste prix » pour racheter un captif. Il s'en faut de beaucoup, pourtant, pour que toute justice résulte d'une telle convention. Lorsqu'une chaussée est rendue glissante par la pluie, il est juste d'éviter de mettre en danger la vie d'autrui en circulant moins vite. Ce n'est pas une norme qui rend juste ce comportement, mais l'état de la chaussée. Qui plus est, c'est le danger inhérent à cette situation qui devrait conduire éventuellement le législateur à édicter un règlement spécifique limitant la vitesse des voitures par temps de pluie. Le règlement ainsi édicté serait juste, non pas uniquement parce qu'il émane de l'autorité légitime, mais parce qu'il répond correctement à une certaine situation, et qu'il revient à l'autorité de protéger la vie de ses administrés. Dans un tel cas, on dira que le règlement édicté possède une justice naturelle. Tel est le « droit naturel » qui fait partie, selon Aristote, du « juste politique », aux côtés du « juste positif ». Et telle est l'idée du droit naturel défendue par Villey.

### Historien de la pensée juridique
La pensée de Villey sur le droit s'est constamment nourrie de sa réflexion sur l'histoire de la pensée juridique. Doté d'une vaste culture, parfaitement à l'aise en latin, Villey n'a pas fait pure œuvre d'historien : à travers l'histoire de la pensée juridique, ce qu'il cherchait était de comprendre comment l'esprit du droit romain s'était perdu au profit d'une considération exclusive pour le travail de législation, c'est-à-dire l'imposition autoritaire des normes.
Sa grande thèse, fort novatrice en son temps, fut de mettre au jour les racines médiévales, ou tardo-médiévales, de la philosophie juridique moderne. Rompant avec l'idée, héritée du XIXe siècle, d'une rupture opérée à la Renaissance d'avec le Moyen Âge, Villey a montré la continuité existant entre les derniers scolastiques médiévaux (notamment Duns Scot et Guillaume d'Ockham), les scolastiques de l'époque moderne (Suárez), et les premiers grands penseurs politiques modernes. Seule cette continuité permet, d'après Villey, de comprendre comment s'est imposée l'idée que le droit avait sa source dans la volonté d'un supérieur. Si les penseurs modernes comme Hobbes ou Locke « laïcisent » la pensée des théologiens baroques, ce n'est que pour mieux en reprendre l'inspiration principale : il suffit de substituer la volonté du souverain à celle de Dieu pour passer d'une théologie du droit à la philosophie juridique moderne. Il n'est guère étonnant, dès lors, que Villey n'ait pas ménagé ses critiques à Hans Kelsen, en qui il voyait culminer cette exaltation de la volonté du législateur.
La thèse de Villey, ainsi simplifiée, ne rend certes pas justice à la finesse et à la profusion des analyses concrètes proposées par Villey. Comme toute thèse forte, la sienne a fait l'objet de remises en question et de critiques. C'est d'ailleurs là un aspect notable de la pensée de Villey, qui a provoqué un regain d'intérêt pour des auteurs que l'on ne lisait plus, ou qu'on lisait de façon purement académique. Si Villey est parfois court, ou injuste, pour les grands penseurs modernes (Hobbes, par exemple), il reste une référence capitale pour ceux de la longue période renaissante et baroque qui est le trait d'union entre le Moyen Âge et la modernité.

### Une pensée conservatrice
Michel Villey n'a jamais fait mystère de sa foi catholique, ni de son peu d'inclination pour certaines « conquêtes » des Temps modernes. Son œuvre est parsemée de réflexions qui malmènent « l'esprit du temps » — sur l'avortement, les malheurs de la démocratie, ou l'évolution des mœurs. Cela peut suffire à le classer parmi les « réactionnaires », et à détourner de son œuvre beaucoup de lecteurs troublés par cette réputation. Villey était sans doute « réactionnaire » par tempérament, c'est-à-dire essentiellement par indépendance d'esprit. Les modes intellectuelles lui déplaisaient précisément en tant que modes — opinions passagères et superficielles qui empêchent le contact fécond avec les « grands auteurs » dont Villey était persuadé de la pérenne actualité. Villey mettait parfois un soin coquet à ne pas penser « comme tout le monde », quitte à tomber dans les provocations légères. Plus profondément, cependant, tout le travail de Villey témoigne de son hostilité profonde à la tyrannie, voire à la simple hypertrophie de l'autorité. Il ne ménage ni « l'esprit de caserne », ni le « cléricalisme » qui inspirent certains penseurs de l'Église. Son hostilité à la pensée juridique moderne tient tout entière à l'exaltation que fait celle-ci de la volonté supérieure, qu'elle soit celui d'un monarque ou d'un peuple souverain. Dans cette volonté, en effet, Villey voit constamment pointer l'arbitraire, le mépris des réalités et, plus encore, le souci exclusif de maintenir l'ordre établi. Ainsi de sa critique adressée aux juristes du XVIe siècle : « La raison d'être des juristes est de préserver les fortunes telles qu'elles préexistent. La solution n'a pas déplu car elle était favorable aux nantis de ce monde, qu'il s'agisse d'individus, de classes sociales ou de nations. Elle est probablement le vice du droit de l'Europe moderne » (La formation de la pensée juridique moderne, 2e partie, Titre 2, chap. I, 2; p. 323).
Certains auteurs, toutefois, ont mis en cause les analyses historiques de Villey, tant en ce qui concerne sa méthode, que son style d'écriture : on ne peut adhérer aux thèses de l'auteur, concernant la formation de la pensée juridique, qu'en acceptant par avance la thèse principale de la scission fondamentale entre le droit naturel classique et la pensée moderne, située par Villey dans la pensée de Guillaume d'Occam. Selon Villey, c'est à partir de la philosophie d'Occam, que serait apparue la notion de « droit subjectif », affirmation difficilement vérifiable et largement contestée par d'autres auteurs. Concernant la méthode d'analyse de Villey, Brian Tierney fait remarquer que Villey a sélectionné délibérément quelques textes doctrinaux et a ensuite construit une théorie interprétative d'ensemble, laissant volontairement de côté toute théorie ne s'insérant pas dans le paradigme ainsi créé. 
S'il y a un « conservatisme » chez Villey, il n'est pas d'opinion, mais de doctrine philosophique. Il tient à la conviction villeyenne que la justice ne peut se réaliser que dans des choix et des partages toujours particuliers, effectués dans le concret des circonstances. À ce titre, Villey rejette toutes les formes d'utopies prônant un système juste, c'est-à-dire s'en remettant à un ordonnancement global, forcément autoritaire, censé garantir une justice universelle. Que ces utopies soient souvent d'inspiration généreuse n'empêche pas, aux yeux de Villey, qu'elles reposent sur une profonde erreur philosophique, et que leurs applications ne soient toujours finalement désastreuses pour les libertés individuelles — libertés auxquelles, jusque dans ses provocations, il fut toujours attaché de tout son être.

## Influence
Michel Villey a formé des générations de romanistes et de philosophes du droit. Marie-France Renoux-Zagamé est sans doute l'historienne du droit qui a prolongé ses intuitions de la manière la plus féconde. 
En philosophie du droit, il a inspiré notamment Stéphane Rials, qui a consacré à Villey un livre, Villey et les idoles. Petite introduction à la philosophie du droit de Michel Villey (PUF, « Quadrige », 2000) ou Christophe Grzegorczyk. 
Yan Thomas, formé au droit romain par Villey, a développé sa propre pensée du droit dans un sens toujours plus critique à l'égard de Villey, sans effacer la dette contractée à son école. 
Chantal Delsol revendique également son influence. 
Le philosophe français Vincent Descombes a souvent tiré parti de la clairvoyance logique de Villey pour analyser les « institutions de la vie sociale » (Les institutions du sens, Minuit, 1996). 
Henri Lepage a repris la thèse de Villey sur la discontinuité droit romain / droit moderne. 
Aujourd’hui, au Brésil, dans l’État de São Paulo, Cláudio De Cicco, professeur à l’Université publique et à l’Université Catholique, auteur d’une Histoire du Droit  et de la Pensée Juridique (Lib. Saraiva, 2017), est un disciple de Villey qui élargit le concept  de droit naturel classique comme Tradition et identifie le droit moderne à la Révolution, dans les pas d’un autre maître-penseur brésilien, Plínio Corrêa de Oliveira (1908-1995) — professeur d’Histoire à la même Université Catholique — dans son essai Révolution et Contre-Révolution, de 1951.

## Publications
- La Croisade, essai sur la formation d'une théorie juridique, Caen, 1942. Prix d’Académie 1943 de l'Académie française.
- Recherches sur la littérature didactique du droit romain, Montchrétien, 1945.
- Le Droit romain, PUF, coll. Quadrige, 1946.
- Leçons d'histoire de la philosophie du droit, 2e édition, Dalloz, 1962.
- Seize essais de philosophie du droit, Dalloz, 1969.
- Critique de la pensée juridique moderne, Dalloz, 1985.
- Questions de saint Thomas sur le droit et la politique, PUF, coll. « Questions », 1987.
- Le Droit et les Droits de l'homme, PUF, coll. « Questions », 1983, rééd. 1998.
- Philosophie du droit, Définition et fins du droit, Les moyens de droit, Dalloz, 2001 (réédition en un seul tome de l'édition antérieure en deux tomes de 1980-1982).
- La Formation de la pensée juridique moderne, Montchrétien, 1975 ; PUF, coll. « Quadrige », 2003.
- Le Droit romain, PUF, coll. « Que sais-je ? ».